# Salmo 7

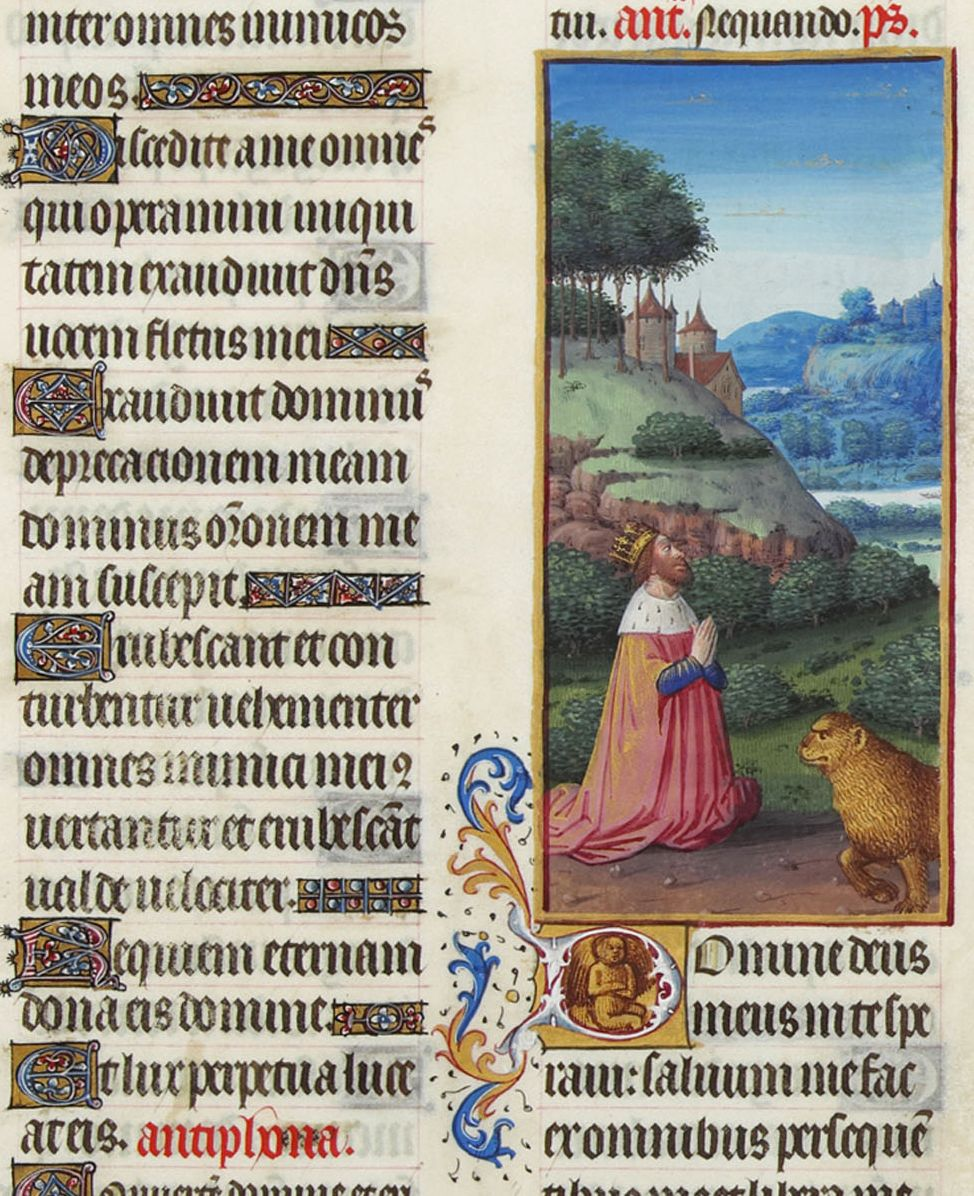
Il salmo 7 in un manoscritto miniato.

Il salmo 7 costituisce il settimo capitolo del Libro dei salmi.
È tradizionalmente attribuito al re Davide.